# (11510) Borges
(11510) Borges ist ein Asteroid des Hauptgürtels, der am 11. November 1990 vom belgischen Astronom Eric Walter Elst am La-Silla-Observatorium (IAU-Code 809) der Europäischen Südsternwarte in Chile entdeckt wurde.
Der Asteroid gehört zur Brasilia-Familie, einer Gruppe von Asteroiden, die nach (293) Brasilia benannt wurde.
Der Asteroid wurde am 23. Mai 2000 nach dem argentinischen Schriftsteller und Bibliothekar Jorge Luis Borges (1899–1986) benannt, der eine Vielzahl phantastischer Erzählungen, Gedichte und Kurzgeschichten verfasste.